# 38 (Kurzfilm)
38 ist ein deutscher Kurzfilm von L. W. Martin aus dem Jahr 2022 über ein Verbrechen und dessen Zeugen, der vom Mord an Kitty Genovese inspiriert wurde. Gedreht wurde der Film in Kassel. Erstmals gezeigt wurde er beim Couch Film Festival in Toronto, bei dem er in den Kategorien Bester Film und Publikumspreis gewinnen konnte.

## Handlung
Der Film basiert lose auf dem Mord an Kitty Genovese und zeigt dabei sowohl einen fiktionalisierten Ablauf des Verbrechens, als auch, ebenfalls fiktive, Interviewpassagen mit Zeugen.

## Produktion
Der No-Budget-Film wurde im Sommer 2021 an insgesamt zwölf Drehtagen an verschiedenen Orten in Kassel gedreht. Ein Teil der Zeugen wurde von Schülerinnen und Schülern der Schauspielschule Kassel verkörpert.

## Auszeichnungen
Couch Film Festival 2022
- Best Film of the Festival[1]
- Audience Choice[1]